# Joseph-Xavier Fournier
Pour les articles homonymes, voir Fournier.
Joseph-Xavier Fournier, né le 4 juillet 1872 à Marseille, et mort dans la même ville le 16 avril 1949, est un archiviste français.

## Biographie
Né au quartier de la Belle de Mai, Joseph Fournier entre le 1er octobre 1887 aux archives départementales des Bouches-du-Rhône où il travaille sous la direction de Louis Blancard puis de Félix Reynaud. Au départ de ce dernier, il ne peut prendre sa succession, faute de diplômes. Il est alors recruté par la chambre de commerce et d'industrie de Marseille où il deviendra le 1er janvier 1931 chef des services historiques jusqu'à sa retraite. Il réorganise la bibliothèque et crée le service des archives ainsi que le musée de la chambre.  
Il est élu membre de l'Académie de Marseille le 27 avril 1911 et en sera le secrétaire perpétuel de 1941 à 1948.
Pendant la Première Guerre mondiale, il préside la commission départementale du Ravitaillement, ce qui lui vaut d'être nommé chevalier de la Légion d'honneur.

## Publications
Joseph-Xavier Fournier écrit de nombreux articles et ouvrages sur l'histoire de la marine et celle de la chambre de commerce et d'industrie de Marseille, parmi lesquels :
- Joseph Fournier, Cahiers de doléances de la sénéchaussée de Marseille pour les États généraux de 1789, Marseille, Imprimerie nouvelle, 1908, 554 p. (OCLC 461170991) ;
- Joeph Fournier, Inventaire des Archives de la Chambre de commerce de Marseille, vol. 1, Marseille, 1940 (OCLC 23414507) ;
- Joseph Fournier, Auguste Rampal et Étienne Martin, Deux siècles d'histoire académique (1726-1926) : Notice publiée à l'occasion du bi-centenaire de l'Académie, Marseille, Académie des sciences, lettres et beaux-arts de Marseille, 1926, 215 p. (OCLC 496710637).

## Distinctions
- Officier de l'Instruction publique
- Chevalier de la Légion d'honneur